# 閬中市
閬中市（ろうちゅう-し）は、中華人民共和国四川省南充市に位置する県級市。四川省を南北に重慶市へと流れる嘉陵江の河畔にある。古くからの中心都市で水運の街として栄えた。国家歴史文化名城にも指定されている。

## 地理
北東部に石灘ダムがある。東河と構渓河は、国道347号を挟む格好で嘉陵江へ合流している。三面が川に、四面は山で囲まれていて、中国では「三水四山」と言われ縁起が良いとされる。

## 歴史
紀元前314年、戦国時代の秦の恵文王により閬中県が設置された。581年（開皇元年）、隋により閬中県は閬内県と改称された。618年（武徳元年）、唐により閬内県は閬中県の称にもどされた。1991年1月に県級市に昇格し現在に至る。

## 行政区画
下部に5街道、19鎮、3郷、1民族郷を管轄する。
- 街道
  - 保寧街道、沙渓街道、七里街道、江南街道、河渓街道
- 鎮
  - 彭城鎮、柏埡鎮、飛鳳鎮、思依鎮、文成鎮、二竜鎮、石灘鎮、老観鎮、竜泉鎮、千仏鎮、望埡鎮、妙高鎮、洪山鎮、水観鎮、金埡鎮、玉台鎮、木蘭鎮、五馬鎮、天宮鎮
- 郷
  - 橋楼郷、峰占郷、鶴峰郷
- 民族郷
  - 博樹回族郷

## 交通

### 空港
- 閬中空港（中国語版） 建設中

### 鉄道
- 中国鉄路総公司
  - 中国鉄路成都局集団公司
    - 蘭渝線（蘭州方面 - 閬中駅（中国語版） -重慶方面）

### 道路
高速道路
- 蘭海高速道路

国道
- G212国道
- G347国道（中国語版）

省道
- 302省道

## 健康・医療・衛生
- 閬中市人民医院
- 閬中市中医院
- 閬中市婦幼保健院
- 閬中市衛生防疫站

## 名所・旧跡・観光スポット
- 閬中古城（中国語版）（国家5A級旅遊景区、2013年認定）[1]